# Ногоева, Саадат
Саадат Ногоева (1921 — 1994) — советский работник сельского хозяйства, механизатор-хлопкороб, бригадир хлопководческой бригады колхоза им. Рахмаджана Ленинского района Ошской области, Киргизская ССР. Член КПСС с 1944 года.

## Биография
Родилась в 1921 году в ауле Ноокен Андижанского уезда в семье дехканина-бедняка. Саадат не было ещё и десяти лет, когда она осталась без матери и отца. Круглую сироту, взял на воспитание её дальний родственник Мамыт.
Когда в ауле создан колхоз, она стала сборщицей хлопка, вступила в комсомол. В четырнадцать лет она стала сборщицей хлопка, собирая по 50-60 килограммов за день. В 1939 году она впервые в колхозе собрала за сезон десять тонн «белого золота». Правление сельхозартели по достоинству оценило достижение Саадат, послав её на Всесоюзную сельскохозяйственную выставку в Москву.
В 1940 году Ногоева решила овладеть профессией механизатора. Закончив учёбу, она получила права на управление трактором. Первое время ей часто помогал более опытный тракторист Асан Ногоев. После войны они поженились.
В 1957 году Саадат Ногоева первой а республике возглавила комплексную механизированную бригаду, первой вывела в поле хлопкоуборочный комбайн. Ежегодно она собирала более 100 тонн хлопка. Личный рекорд Ногоевой — 185 тонн собранного сырца за сезон.
Дважды избиралась депутатом Верховного Совета СССР, трижды — депутатом Верховного Совета Киргизской ССР. Также была делегатом III Всесоюзного съезда колхозников.
Скончалась в 1994 году.

## Награды
- Герой Социалистического Труда.
- Два ордена Ленина (11.01.1964; 30.04.1966);
- Орден Октябрьской Революции (14.02.1975);
- Медали, в том числе:
  - Медаль «За трудовое отличие» (15.02.1957);
- Знак «Отличник сельского хозяйства».

## Память
- Ошский обком партии, облисполком, облсовпроф учредили специальный приз её имени. Его ежегодно присуждали механику-водителю, собравшему наибольшее количество хлопка-сырца за сезон.
- Именем Саадат Ногоева названа средняя школа № 2 в Ноокенском районе[2].